# 怪侠欧阳德 (2011年电视剧)
《怪侠欧阳德》，2011年12月19日于河南电视台都市频道首播的清朝古装剧。2012年1月16日江苏卫视上星，2012年3月2日至4月4日廣東珠江频道(粤语)播映。

## 剧情
本剧根据清朝小说《彭公案》改编而成，讲述康熙年間一个奇人欧阳德身边发生的故事。欧阳德身着奇装异服，奇言怪语，喜感正义，怪而不邪，协助彭鹏判案緝凶。

## 主演
| 演员   | 角色     | 备注 |
| 小沈阳 | 欧阳德   | 江湖上的“怪侠”，與胡蝶相戀，三十多歲，看似幽默風趣實則機智且熱情。倒騎木驢和以旱菸桿為武器以及一口東北話，儼然成為他的招牌。                                                                                                   |
| 李晟   | 胡蝶     | 江湖上的“黑寡妇”，與歐陽德先為冤家後為戀人，二十四歲，剛出場時一身酷打扮，外表冷酷內心熱情，後期打扮偏向小家碧玉風格，善使長鞭。                                                                                               |
| 赵本山 | 怪老子   | 欧阳德的师傅，性格古怪，與康熙是至交好友，武藝深不可測，經常暗中保護康熙安全。 |
| 林江国 | 黄天霸   | 二十八歲，性格刚烈，自负，并且嫉恶如仇，後與翡翠格格相戀，擅長金鐘罩鐵布衫。 |
| 孙耀琦 | 翡翠格格 | 性格活泼开朗，為了黃天霸不顧一切，改扮男裝與黃天霸結拜為兄弟，化名非羽，十八歲，最後和黃天霸相戀。 |
| 毕畅   | 白如霜   | 欧阳德的师妹，二十五歲，崇拜著大師兄，喜歡的是二師兄楊香武，與香武共創鴛鴦劍法。 |
| 李进荣 | 彭鵬     | 二十六歲，三河县令，鐵面無私，堪稱清代的包青天，人人尊稱其為彭青天，與歐陽德、楊香武、黃天霸等人交情至深，也因為他們的幫助而屢破奇案，與朱玉相戀卻有緣無分。                                                                   |
| 叶祖新 | 淳贝勒   | 淳贝勒，初登場時是個紈褲子弟，不學無術又愛調戲婦女，約莫二十多歲，被歐陽德設計閹割後成為不男不女的他性格轉好，經常幫助歐陽德一行人破案，對黃天霸更是有種奇特的感覺，最後深明大義，幫助皇上揭穿福郡王陰謀而繼位為福郡王。       |
| 张亮   | 杨香武   | 三十歲，欧阳德的师弟，與白如霜相戀，共創鴛鴦劍法，經常和歐陽德看法不同而鬥嘴，是全劇的活寶之一，輕功無雙，江湖人稱草上飛。 |
| 沈春阳 | 玛瑙格格 | 玛瑙格格，康熙之妹，翡翠之姊，對黃天霸一見鍾情，上演女追男戲碼，和翡翠及黃天霸三人之間發生許多啼笑皆非的故事，經常遇到門檻就跌倒。                                                                                             |
| 简远信 | 康熙帝   | 清朝第四位皇帝（清朝入關後第二位皇帝），有「一代明君」之美稱，勤政愛民且文武雙全，與怪老子為莫逆之交，更與歐陽德和楊香武等人私交甚篤。                                                                                         |
| 王耿豪 | 秋官     | 江湖上的帶子狼，妻兒全被淳貝勒誤殺，後輾轉到三河縣衙幫彭鵬辦案，並且與九娘相戀，擅長圓月刀法，九娘死後帶著兒子與其靈位返家並發誓終身不娶。                                                                                     |
| 洪宗义 | 福郡王   | 有著巨大的陰謀，吸收胡蝶、九娘和尹亮等人為自己辦事好篡權奪位。擅長幽冥掌，與麗娘勾結發動政變失敗，在眾人眼前自盡而亡。 |
| 周姿君 | 小莲     | 翡翠格格的貼身宮女，化名為小連，陪著格格女扮男裝民間到處走，後與彭興相戀，口頭禪是我純潔的像一張白紙一樣。 |
| 康恩赫 | 尹亮     | 江湖上的採花蜂。調戲婦女能力不輸淳貝勒，對九娘和胡蝶都有好感，後來暗戀翡翠格格，與黃天霸在情場上展開一場殊死較量，後來為了翡翠浪子回頭，幫助歐陽德一行人，最後為了救翡翠格格而犧牲。                                           |
| 廖丽君 | 花九娘   | 父母皆為中原人，只是在扶桑(現日本)長大，二十多歲，被訓練成一個冷酷的女忍者，起初自以為是扶桑人而著和服，後來與秋官相戀後意識到自己屬於華夏民族而改穿漢服，並且暗中幫助歐陽德一行人，後來選擇救秋官而背叛福郡王，被福郡王打死。 |
| 张宝雯 | 丽娘     | 天下第一樓老闆娘，扶桑人，與九娘為至交好友，喜歡彭鵬，也是天女廟裡假扮天女的人，其武功之高超無人所能及，與福郡王聯手發動政變準備篡位，後被胡蝶所殺。                                                                           |
| 刘洁   | 平南王妃 | 朱玉之姑姑，尚朱氏，也擅長武藝。 |
| 张倩   | 珠儿     | 朱玉的貼身丫環，對秋官有好感，朱玉死後為彭母的貼身丫環。 |
| 郑鹏飞 | 彭兴     | 彭鵬的近侍，也會一點武藝，只是比起歐陽德等江湖人士就差地遠了，與小蓮相戀。 |
| 谢苗   | 马玉龙   | 翠羽的未婚夫，為了尋妻從福建趕到三河縣，擅長鐵砂掌，後來成功救回妻子並團圓。 |
| 邢燕子 | 翠羽     | |
| 阎娜   | 朱玉     | 平南王妃之姪女，與彭鵬相戀，也是因為如此招致彭鵬之表妹陳菊的嫉妒，被陳菊下毒害死。 |

## 幕后
本片中阎娜首次出演古装剧。
林江国扮演的黄天霸忠义重侠，乐于助人，尤其是对翡翠格格的照顾，被观众誉为“完美情人”。
康恩在本片中演绎反面人物尹亮，后来浪子回头，暗中协助欧阳德保护康熙帝，被誉为片中的点睛之笔。
本片中小沈阳演的欧阳德和李晟演的蝴蝶，为“二小组合”被誉为拯救收视率的灵丹妙药。

## 评价
出品人周之光：“欧阳德是清代的活雷锋”，“欧阳德传递出来的是‘重是非正义，轻争权夺势’的武侠内涵。这部剧借用武侠喜剧的方式来传承和发展中国的传统文化，以这种路见不平，拔刀相助的侠义精神来唤回社会良知与正义。”“八亿的点击量，说明全国网民对这部电视剧的高度认可，以前说电视黄金档的主打观众是为中老年人，那么网络播放的主要受众则多为以白领为主的年轻、时尚一族。这也说明了电视剧《怪侠欧阳德》受到了比较广泛的欢迎。”
搜狐网友：“小沈阳接地气的表演，让这个大侠很亲民。”
新浪网友：“大侠多了，可谁见过骑着驴，抽着烟，一张嘴一口东北味的大侠呢？冲着阿德和他的兄弟们这不走寻常路的精神，也一定要力挺到底。”

## 收視率
(由CSM数据参考而来，收视率包括全天收视指数和市场(收视)份额参数)
| 平台     | 平均收视率 | 平均市場份額 | 全年排名 |
| 湖南衛視 | 1.400      |              | 19       |